# Cacilda Becker
Cacilda Becker Iaconis (Pirassununga, 6 de abril de 1921 – São Paulo, 14 de junho de 1969) foi uma atriz brasileira. Foi uma das maiores e mais premiadas atrizes do teatro nacional, sendo grande incentivadora das obras tipicamente brasileiras. Avessa à televisão, fez apenas uma novela, Ciúme (1966), na TV Tupi.

## Biografia

Cacilda Becker, Fredi, Walmor e Ziembinski, na peça Jornada de um longo dia para dentro da noite, em 1958.

Nascida em uma pequena cidade do interior de São Paulo, era filha de Alzira Leonor Becker e Edmundo Radamés Yaconis.  
Neta de imigrantes gregos e italianos da Calábria, por parte de pai, e de alemães, pelo lado materno, Cacilda tinha apenas nove anos quando seus pais romperam o casamento, e sua mãe viu-se obrigada a criar três filhas sozinha, uma delas a também atriz Cleyde Yáconis. Por este motivo, fixaram-se na cidade de Santos, onde Cacilda, ainda jovem, frequentou os círculos boêmios e mais vanguardistas, já que, por ser filha de pais pobres e separados, não podia estabelecer amizade com pessoas da alta sociedade. Mesmo assim, Cacilda conseguiu fazer os estudos de balé, sua primeira vocação artística. Antes do teatro, um diploma de professora e, em São Paulo, o emprego de escriturária numa firma de seguros.
Aos vinte anos vai para o Rio de Janeiro disposta a iniciar a carreira de atriz. Em 1941, na companhia de Raul Roulien, Cacilda Becker começa a afirmar-se na carreira de atriz; com Raul e Laura Suarez, interpreta em "Trio em Lá Menor", de Raimundo Magalhães Júnior. Antes disso, ainda fez parte do elenco do "Teatro do Estudante", participando da montagem teatral de Hamlet, dirigida por Paschoal Carlos Magno.
Regressa a São Paulo em 1943, onde faz radioteatro e integra-se no Grupo Universitário de Teatro (GUT), fundado por Décio de Almeida Prado. No GUT, participa de três montagens: "Auto da Barca do Inferno", de Gil Vicente; "Irmãos das Almas", de Martins Pena e "Pequeno Serviço em Casa de Casal", de Mário Neme. Volta ao Rio para trabalhar com "Os Comediantes", grupo responsável por uma verdadeira revolução no panorama teatral brasileiro; com eles e dirigida por Zbigniew Ziembinski (que a conhecia desde 1943), participa da remontagem da peça escrita por Nelson Rodrigues "O Vestido de Noiva", em 1946, no papel de Lúcia, ao lado de Olga Navarro e Maria Della Costa.
Novamente em São Paulo, já em 1948, no teatro paulista, a então atriz amadora se profissionalizou. Cacilda leciona interpretação na Escola de Arte Dramática de São Paulo e entra para o Teatro Brasileiro de Comédia como a primeira atriz contratada em caráter profissional. Isto foi possível pois Nydia Lícia recusou um papel na peça "Mulher do Próximo", de Abílio Pereira de Almeida, produzida pelo TBC, para não ter que beijar nem dizer "amante" em cena, pois isto podia lhe custar o emprego numa importante loja. Cacilda, que a substituiu, exigiu ser contratada como profissional, acabando com o velho preconceito de que artista sério deveria ser diletante. Participante do TBC, Cacilda viu o industrial Franco Zampari contratar Ziembinski para ser ator e diretor da companhia teatral. Zampari imprimiu novo ritmo à companhia, realizando de quatro a cinco montagens por ano e contratando diretores estrangeiros que contribuíram decisivamente para a elevação do nível técnico e artístico do teatro paulista. Atuando em quase todas montagens dessa época, Cacilda Becker esteve em "Nick Bar", de William Saroyan, em "Antígona", textos de Sófocles e de Jean Anouilh, em "Dama das Camélias", de Alexandre Dumas, e em "Gata em Teto de Zinco Quente", de Tennessee Williams.
O Teatro Brasileiro de Comédia entrou em declínio a partir de 1955, quando os diretores italianos regressaram à Europa, enquanto os atores mais famosos fundavam suas próprias companhias teatrais. A partir disto, Cacilda e Walmor Chagas alugaram o teatro da Federação Paulista de Futebol e inauguraram o Teatro Cacilda Becker naquele espaço; e junto com Ziembinski e sua irmã Cleyde Yáconis - que também iniciara carreira no TBC e firmava-se como atriz - estrearam com "O Santo e a Porca", de Ariano Suassuna. Ali, também encenaria o texto de Edward Albee, "Quem tem medo de Virginia Woolf?", considerada uma das melhores interpretações da carreira de Cacilda Backer.
Em 1968, Cacilda suspende as atividades da sua companhia teatral para presidir a Comissão Estadual de Teatro, em São Paulo; cargo no qual buscou ser a mediadora entre classe teatral e o Governo, o que lhe valeu muitos conflitos com a ditadura militar então vigente no país. Um ano depois, em 1969, retorna ao teatro, ao aceitar o desafio de representar, sob a direção de Flavio Rangel, o vagabundo Estragon de Esperando Godot. Sua presença no palco, ao lado de Walmor Chagas e de seu filho Luís Carlos Martins, que estreava no teatro, era citada como um dos acontecimentos importantes da temporada teatral daquele ano. Foi Cacilda quem inaugurou o Teatro Municipal de São Carlos com a peça "Esperando Godot", no começo de 1969.
Cacilda provocava paixões avassaladoras e teve três maridos, sendo o último Walmor Chagas, com quem adotou sua única filha, Maria Clara Becker Chagas, nascida em 1964. Durante a apresentação do espetáculo "Esperando Godot", que encenava com o Walmor, na capital paulista, em 6 de maio de 1969, Cacilda sofreu um derrame cerebral e, não retornando para o segundo ato, foi levada para o hospital, ainda com as roupas de sua personagem. Cacilda morreu no dia 14 de junho de 1969 às 10 horas, no Hospital São Luís onde esteve internada por 38 dias, vítima de um derrame cerebral. Seu corpo foi velado na Capela de Dominicanos, e foi sepultado no Cemitério do Araçá.
Em 30 anos de carreira, Cacilda encenou 68 peças, no Rio de Janeiro e em São Paulo; fez três filmes (Luz dos Meus Olhos em 1947, Caiçara, em 1950 e Floradas na Serra, em 1954); e uma telenovela (Ciúmes, em 1966), na TV Tupi; além de outras participações em teleteatros na televisão.
Foi casada em primeiras núpcias com o jornalista Tito Fleury. Quando faleceu, estava separada de seu último marido, o ator Walmor Chagas. Deixou a mãe Alzira Becker (seu pai Edmondo Radames Iaconis já era falecido), o filho Luís Carlos, do primeiro matrimônio, e as irmãs Dirce e Cleide Yáconis, esta também conhecida atriz de teatro. Deixou, ainda, uma filha adotiva, Maria Clara.

## Homenagens
Cacilda Becker já foi retratada como personagem no cinema e na televisão, interpretado por Camila Morgado na minissérie "Um Só Coração" (2004) e Ada Chaseliov no filme "Brasília 18%" (2006).
Cacilda Becker também foi homenageada na peça Cacilda!, escrita por José Celso Martinez Corrêa. Cacilda Becker foi interpretada por Bete Coelho, posteriormente por Leona Cavalli. E, em 2009, volta a ser homenageada pela Associação Teatro Oficina Uzyna Uzona na peça Cacilda!!, interpretada por Anna Guilhermina.
Cacilda Becker dá o nome a quatro teatros: um localizado no bairro da Vila Romana, na cidade de São Paulo; outro localizado no bairro do Catete, na cidade do Rio de Janeiro, um em São Bernardo do Campo e um em sua cidade natal, Pirassununga. Cacilda Becker também dá o nome a duas praças: uma localizada no bairro da Urca, na cidade do Rio de Janeiro; e outra localizada no bairro de Centreville, na cidade de Santo André.

## Trabalhos no teatro

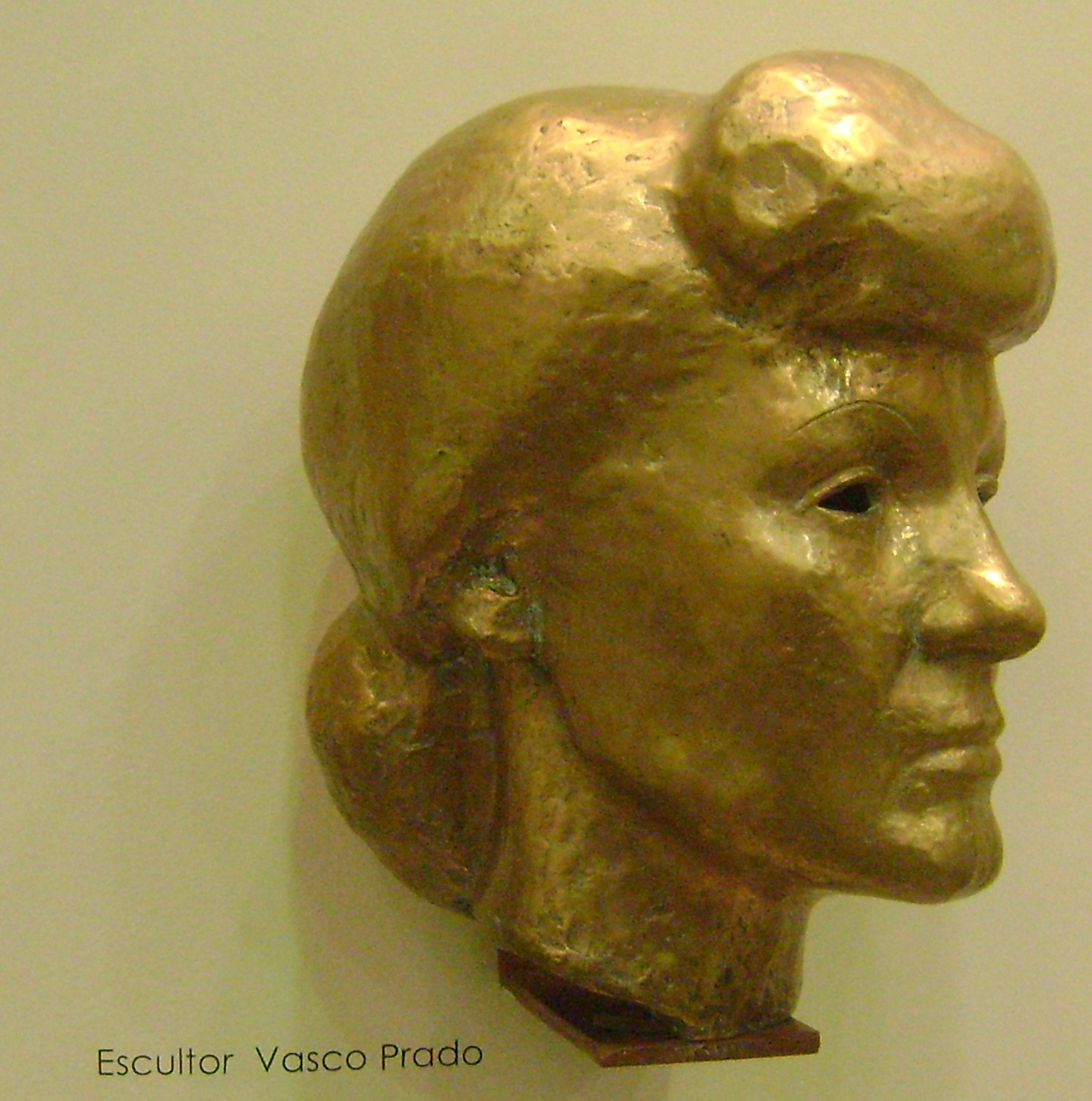
Busto de Cacilda Becker, em escultura de Vasco Prado.

- Esperando Godot, de Samuel Beckett (1969) — Estragon
- Isso Devia Ser Proibido, de Walmor Chagas e Bráulio Pedroso (1967) — Ela
- Quem Tem Medo de Virgínia Woolf, de Edward Albee (1965) — Marta. Prêmio Moliére de Melhor Atriz.
- A Noite do Iguana, de Tennessee Williams (1964) — Anna Jelkes
- A Visita da Velha Senhora, de Friedrich Durrenmatt (1962) — Karla Zachanassian
- ...Em Moeda Corrente no País, de Abílio Pereira de Almeida (1960) — Florípedes
- Longa Jornada Noite Adentro, de Eugene O'Neill (1958) — Mary Tyrone
- Gata em Teto de Zinco Quente, de Tennessee Williams (1956) — Maggie Pollit, a Gata
- Maria Stuart, de Friedrich Schiller (1955) — Maria Stuart
- Antígona, de Sófocles e Jean Anouilh (1952) — Antígona
- A Dama das Camélias, de Alexandre Dumas Filho (1951) — Margarida Gauthier
- Seis Personagens à Procura de Um Autor, de Luigi Pirandello (1951) — A Enteada
- Pega-Fogo, de Jules Renard (1950) — Pega Fogo
- O Anjo de Pedra, de Tennessee Williams (1950) — Alma Winemiller
- Os Filhos de Eduardo, de Marc Gilbert Sauvajon (1950) — Denise
- Entre Quatro Paredes, de Jean Paul Sartre (1950) — Inês
- Arsênico e Alfazema, de Joseph Kesselring (1949) — Abby
- Saroyan, William (1949), Nick Bar, Álcool, Brinquedos e Diversões — Kitty Duval[9]
- Miranda, Edgard da Rocha (1947), Não Sou Eu... — Mônica Fillimore
- Rodrigues, Nelson (1947), Vestido de Noiva — Lúcia
- Vicente, Gil (1945), A Farsa de Inês Pereira e do Escudeiro — Inês Pereira
- Vicente, Gil (1943), O Auto da Barca do Inferno — Brízida Vaz

## Filmografia

### Cinema
| Ano  | Título             | Personagem |
| ---- | ------------------ | ---------- |
| 1947 | Luz dos Meus Olhos | Susana     |
| 1954 | Floradas na Serra  | Lucília    |

### Televisão
| Ano  | Título                    | Personagem         |
| ---- | ------------------------- | ------------------ |
| 1966 | Ciúme                     | Augusta            |
| 1968 | Teleteatro Cacilda Becker | Vários personagens |